# Selma (Kalifornija)
Selma je grad u američkoj saveznoj državi Kalifornija. Prema popisu stanovništva iz 2010. u njemu je živjelo 23.219 stanovnika.